# Duncan McDougall
Pour les articles homonymes, voir McDougall.
Duncan McDougall, né le 14 mars 1959 à Aylesbury, est un rameur d'aviron britannique.

## Palmarès

### Jeux olympiques
- 1980 à Moscou
  -  Médaille de bronze en huit[1]